# ニコニコ静画
ニコニコ静画（ニコニコせいが）は、ドワンゴが提供しているniconicoの静止画総合サイトである。
本項目では、派生サービスであるニコニコ漫画（ニコニコまんが）についても記載する。

## 概要
ニコニコ動画の関連サービスの一つで、サービス開始当初は、ユーザーが特定のテーマ「お題」を掲示板のスレッドという形で作成し、それに対し複数のユーザーが画像やコメントを投稿することにより、「お題」をスライドショーとして再生できる画像掲示板サービスであった。
2010年3月5日に新機能として「描いてみた（現・イラスト）」という自分で描いた専用のイラストコーナーを新設。同年8月27日には「ニコニコで漫画を描いてみた（ニコニコ漫画）」がスタートした。
2011年11月8日には角川コンテンツゲートが提供する「BOOK☆WALKER」とニコニコ静画を同期し、電子書籍を見ながらコメント投稿ができる「ニコニコ静画（電子書籍）」がスタート。また、今まで全年齢推奨のイラストとやや過激な表現のイラストが入り混じっていたが、2011年8月11日より新たに「ニコニコ春画」を設置して分離を図った。

## 沿革

### 2009年
- 11月14日 - 静止画投稿掲示板サイトニコニコ静画「」サービス開始[3][4]。
- 11月26日 - タグがニコニコ大百科に対応[5]。
- 12月23日 - ニコニコ静画モバイル版を開始[6][7]。

### 2010年
- 3月5日 - ニコニコ静画(W)にリニューアルし、自分で描いた専用のイラストコーナー「描いてみた」を追加[8]。
- 4月12日 - イラストランキングを追加[9]。
- 8月27日 - 「ニコニコで漫画を描いてみた」（ニコニコ漫画）を開設し、9月28日までの期間限定で漫画連載を開始[10]。
- 10月29日 - 「ニコニコで漫画を描いてみた」での漫画連載を再開[11]。

### 2011年
- 4月28日 - 「イラスト」をメインとしたニコニコ静画にリニューアル[12]。
- 8月11日 - 「ニコニコ春画」を開始[13]。
- 8月18日 -ニコニコ春画で「けしからんのはどっちだ！」を開始[14]。
- 11月8日 - 総合トップページを新設し、「静止画」の総合サイトニコニコ静画にリニューアル[15]。
- 11月8日 - 「ニコニコで漫画を描いてみた」から「ニコニコ漫画」に名称変更。
- 11月8日 - 「ニコニコ静画（電子書籍）」サイトとiOSアプリでサービスを開始し、同時に角川書店とニコニコ動画のWEB漫画誌「角川ニコニコエース」を創刊[16]。

### 2012年
- 3月13日 - 「ニコニコ漫画」から「ニコニコ静画 (マンガ)」に名称変更し、漫画投稿サービスを開始[17]。
- 4月24日 - Androidアプリ「ニコニコ静画（電子書籍）」リリース[18]。
- 8月4日 - ジャンプSQ. ×ニコニコ静画 「ギャグマンガ宣言！」を開始[19]。
- 10月24日 - ニコニコ静画（電子書籍）で電子書籍の販売を開始[20]。

### 2013年
- 2月20日 - クリエイター奨励プログラムに対応[21]。
- 11月14日 - スマートフォンブラウザ版ニコニコ静画（イラスト）を開始[22]。

### 2014年
- 5月14日 - 自作のイラストをグッズ化して販売できるサービス「ニコニコ静画の印刷工房」がオープン（大英グループが運営）[23]。
- 10月6日 - ダ・ヴィンチとniconicoが「次にくるマンガ大賞」を創設[24]。

### 2015年
- 9月15日 - Android版アプリ「ニコニコ漫画」リリース[25]。
- 10月1日 - 株式会社ニワンゴの株式会社ドワンゴへの吸収合併に伴いニコニコ静画の運営会社を株式会社ドワンゴへ変更。
- 11月13日 - iOSアプリ「ニコニコ漫画」リリース[26][27]。

### 2016年
- 5月31日 - 画像投稿サイト「お題」サービス終了[28]。

### 2017年
- 3月21日 - ニコニコ静画（電子書籍）×COMIC ZIN「薄い本プロジェクト」を開始[29]。
- 9月19日 - 「ニコニコ静画（電子書籍）」から「ニコニコ書籍」に名称変更[30]。

### 2018年
- 4月1日 - ニコニコ静画（マンガ）・ニコニコ漫画アプリの運営会社が、ドワンゴからトリスタに変更[31]。
- 9月25日 - BOOK☆WALKERとニコニコ書籍のスマートフォンアプリを統合し、「BN Reader」に名称変更[32]。
- 9月25日 - 「ニコニコ書籍」で電子書籍の販売を終了。

### 2019年
- 2月20日 - ニコニコ漫画アプリ版「ギフト」をリリース[33]。
- 6月26日 - ニコニコ漫画アプリ版「スタンプギフト」をリリース[34]。

### 2020年
- 3月19日 - ニコニコ漫画スマートフォン向けブラウザビューワー(β版)リリース[35]。

### 2021年
- 7月 - ニコニコ静画 (イラスト)が、ニコニ広告に対応[36]。
- 10月 - 株式会社トリスタの株式会社ブックウォーカーへの吸収合併に伴いニコニコ静画（マンガ）・ニコニコ漫画アプリの運営会社を株式会社ブックウォーカーへ変更[37]。

### 2023年
- 7月25日 - ニコニコ漫画スマートフォン向けブラウザビューワーに横読み機能を追加[38]。

### 2024年
- 6月8日 - 大規模なサイバー攻撃を受け、ニコニコ静画を含むニコニコサービス全体が利用不能となる[39]。
- 8月5日 - ニコニコ静画を含むニコニコ各種サービスを再開[40]。

### 2025年
- 1月29日 - 「ニコニコ春画」サービスを終了[41]。
- 4月1日 - 株式会社ブックウォーカーの株式会社ドワンゴへの吸収合併に伴いニコニコ静画（マンガ）・ニコニコ漫画アプリの運営会社を株式会社ドワンゴへ変更。

## お題
2009年11月16日に静止画投稿掲示板サイト「ニコニコ静画」として開始されたニコニコ静画サービス開始当初のメインサービス。
「お題」付きの画像掲示板スレッドを作成し、お題に沿った画像とコメントを投稿する画像投稿サイトと、投稿された画像とコメントをスライドショーとしてニコニコ動画のようなプレーヤーで再生することできるスライドショー再生機能があった。スライドショーから書き込まれたコメントはスレッドの書き込みとして、スレッドの書き込みはスライドショーのコメントとしても画面に流れる。2016年5月にサービス終了し、お題で投稿された静画も閲覧出来なくなった。

## ニコニコ静画 (イラスト)
ニコニコ静画のイラスト投稿サービス。
2010年3月5日に「描いてみた」のタイトルで追加されたコーナー。お題ではお題の中に画像を投稿し、その画像にコメントを付けるというシステムだったのに対し、「描いてみた」ではひとつの画像を直接投稿し、そこにコメントをすることができる。
「描いてみた」という名前の通り、自分で描いたイラストを投稿するコーナーのため、写真などは投稿できない。ただし、アナログで描いたイラストを撮影して投稿することはできる。
かつて「描いてみた」では、共通のタグが付いたイラストをスライドショーとして、ニコニコ動画のようなプレーヤーで再生タグスライドショー機能が利用できた。
2013年11月14日、スマートフォンブラウザでの閲覧サイトを開始。
ニコニコ動画のコンテンツツリー機能に対応しており、クリエイター奨励プログラムの対象として報酬を受けることも可能。

## ニコニコ春画
ニコニコ静画（イラスト）でR-15カテゴリで投稿されたイラストや、性的表現が含まれていると判断されたイラストの閲覧サイト。
2011年8月11日、ニコニコ静画からアダルト要素の強い作品を区分するためにサービス開始された。2012年2月14日にけしからんのはどっちだ！機能が追加された。
2025年1月29日、昨今の社会環境や国際情勢などの変化により現在の形でのサービス継続は難しいとしてサービス終了。そこに区分されていたイラストは全て削除された。

## ニコニコ漫画
ニコニコ漫画は、株式会社ドワンゴが運営するWeb漫画（ウェブコミック）サービス。漫画の閲覧・投稿、他のユーザーのコメントを共有しながら読むことができる（一部の漫画やスマートフォン向けブラウザ版ではコメントは表示されない）。
一般ユーザーが投稿した漫画の他、ニコニコ漫画側が出版元として代行掲載する「ニコニコ漫画（公式）」が存在する、また、他の出版社が運営元として掲載しているWEB漫画誌の作品も提供されている。
漫画の表示形式は、縦スクロール漫画上にコメントが流れる「スクロール形式」、自動送りで漫画とコメント・音が流れる「ニコニコ漫画形式」の2種類がある。2021年4月14日に「ニコニコ漫画形式」の新規作品の投稿機能の提供を終了した。
2010年8月27日に「ニコニコで漫画を描いてみた」という特設ページで開始された。2011年11月8日にニコニコ静画リニューアルにより「ニコニコ漫画」に名称変更。2012年3月13日にマンガ投稿サービス開始し、「ニコニコ静画 (マンガ)」に名称変更をした。2013年1月7日より一部マンガ作品の有料化が行われた。
2015年9月15日にAndroid版アプリ「ニコニコ漫画」をリリース。2015年11月13日にiOSアプリ「ニコニコ漫画」をリリース。
2015年10月吸収合併より運営会社が、株式会社ニワンゴから株式会社ドワンゴに変更された。
2018年4月1日吸収分割より運営会社が、株式会社ドワンゴから株式会社トリスタに変更され、同時に株式会社トリスタの株式会社ブックウォーカーよる子会社化も行われた。
2019年2月20日にニコニコ漫画アプリ内で、エピソードの読了後に作品を応援したい気持ちをギフトとして贈ることができる「読了後ギフト」機能と公開を終了したエピソードの視聴機能をリリース。6月26日にニコニコ漫画アプリ内で、読んでいるマンガ上にスタンプを投稿することで、好きな作品へギフトを贈ることができる「スタンプギフト」機能をリリース。
2020年3月19日にコメント機能がないスマートフォン向けブラウザビューワー（β版）リリース。
2021年10月、吸収合併より運営会社が株式会社トリスタから株式会社ブックウォーカーに変更された。
2025年4月、吸収合併より運営会社が株式会社ブックウォーカーから株式会社ドワンゴに変更された。
| タイトル                                                | 作者                                                                      | 開始日         | 終了日          | カテゴリ     | 備考                                                                           |
| ------------------------------------------------------- | ------------------------------------------------------------------------- | -------------- | --------------- | ------------ | ------------------------------------------------------------------------------ |
| じゃんげま                                              | stggc Game*Spark                                                          | 2016年1月27日  | -               | 4コママンガ  | 『Game*Spark』で連載                                                           |
| Radio Lady                                              | 漫画・茶麻 監修・協力:ちゃんこ                                            | 2016年10月5日  | -               | 少年マンガ   |                                                                                |
| ツクモガミーズ！                                        | 漫画・馬酔髙 原作・水松茶 茶々留                                          | 2017年9月19日  | -               | 少年マンガ   |                                                                                |
| X-TAG PROJECT                                           | 原作：X-TAG PROJECT 漫画：緒方雄一                                        | 2018年08月28日 | -               | 少年マンガ   |                                                                                |
| ULTRA BLACK SHINE                                       | 作画・脚本：inumoto 原案：riot_兄 編集：Game*Spark/インサイド編集部       | 2018年12月03日 | -               | 青年マンガ   | 『Game*Spark』で連載                                                           |
| 戦勇F5（リロード）                                      | 春原ロビンソン                                                            | 2019年02月22日 | -               | 少年マンガ   |                                                                                |
| 今週の叡王戦-あなたの知らない将棋の世界-                | 叡王戦運営スタッフ                                                        | 2019年12月06日 |                 | その他マンガ |                                                                                |
| 魔神レイノと千年の封印                                  | 春原ロビンソン                                                            | 2021年07月21日 |                 | 少年マンガ   |                                                                                |
| ロイヤルテーラー ―王宮の裁縫師―                         | 野分なか実                                                                | 2022年11月22日 |                 | 少女マンガ   | 『ゼロサムオンライン』で連載                                                   |
| 僕は婚約破棄なんてしませんからね                        | コミック：オオトリ 原作：ジュピタースタジオ キャラクター原案：Nardack     | 2022年06月01日 |                 | 少女マンガ   | 『ゼロサムオンライン』で連載                                                   |
| 【ニコニコ漫画版】 ワンパンマン                         | 原作：ONE 作画：村田雄介                                                  | 2013年8月2日   | -               | 少年マンガ   | 隔週金曜日更新 『となりのヤングジャンプ』でも連載                              |
| 完結作品                                                |                                                                           |                |                 |              |                                                                                |
| 戦勇。                                                  | 春原ロビンソン                                                            | 2010年8月27日  | 2011年6月17日   | 少年マンガ   |                                                                                |
| 戦勇＋                                                  | 春原ロビンソン                                                            | 2016年4月10日  | 2019年02月22日  | 少年マンガ   |                                                                                |
| ポロロッコと小さな恋のはなし                            | yum                                                                       | 2010年8月27日  | 2013年2月18日   | 少女マンガ   |                                                                                |
| ぶたボット                                              | 5月病マリオ                                                               | 2010年8月27日  | 2014年4月2日    | 少年マンガ   | 当初は期限付きの連載だったが、ユーザーのリクエストで連載を続行することとなった |
| 検証・体現!こころみ児童                                 | 森チャック                                                                | 2010年8月27日  | 2015年1月1日    | その他マンガ |                                                                                |
| 海辺の星川豆腐店                                        | ミチバタ                                                                  | 2010年11月1日  | 2011年1月31日   | 少女マンガ   |                                                                                |
| マドケン                                                | 七積ろんち                                                                | 2010年11月3日  | 2011年4月27日   | 少年マンガ   |                                                                                |
| みっちょんコンプリート                                  | PAT                                                                       | 2010年11月5日  | 2011年4月22日   | 青年マンガ   |                                                                                |
| 地球GUY生命隊                                           | 中邑みつのり                                                              | 2010年12月8日  | 2011年3月2日    | 少年マンガ   |                                                                                |
| [ノベル] 咎花                                           | 五百藏容                                                                  | 2010年12月13日 | 2011年5月2日    | その他マンガ |                                                                                |
| 壱億返済日記                                            | まことじ                                                                  | 2010年12月28日 | 2013年3月29日   | 青年マンガ   |                                                                                |
| やまかれちゃん                                          | うろやくき                                                                | 2011年1月24日  | 2011年7月18日   | 4コママンガ  |                                                                                |
| けちゃっぷ忍者                                          | だろめおん                                                                | 2011年1月24日  | 2012年2月24日   | 青年マンガ   |                                                                                |
| ぷらんく                                                | 笹桐ゆうや                                                                | 2011年2月23日  | 2012年12月25日  | 4コママンガ  | 『月刊ビッグガンガン』でも連載                                                 |
| あいうら                                                | 茶麻                                                                      | 2011年3月2日   | 2014年6月25日   | 4コママンガ  | 『月刊少年エース』でも連載                                                     |
| てつくずおきば体験版                                    | せら                                                                      | 2011年3月10日  | 2013年3月7日    | 少年マンガ   |                                                                                |
| ヤワラムスメ                                            | にん                                                                      | 2011年3月28日  | 2012年2月14日   | 少女マンガ   |                                                                                |
| 私を墓場へ連れてって                                    | 作画：小虎 原作：新間一彰（ぶらざあのっぽ）                               | 2011年4月25日  | 2012年3月26日   | 少女マンガ   |                                                                                |
| マドケンX                                               | 七積ろんち                                                                | 2011年5月11日  | 2011年10月26日  | 少年マンガ   |                                                                                |
| ザ・フールワールド                                      | ミチバタ                                                                  | 2011年6月3日   | 2012年5月11日   | 青年マンガ   |                                                                                |
| エンゼルゲーム                                          | 原作：春原ロビンソン 作画：町田とし子                                     | 2011年6月10日  | 2014年10月9日   | 少年マンガ   |                                                                                |
| するめいか                                              | ルーツ                                                                    | 2011年6月15日  | 2013年8月28日   | 4コママンガ  | 『コミックバーズ』でも連載                                                     |
| 戦勇。第二章                                            | 春原ロビンソン                                                            | 2011年7月1日   | 2013年2月22日   | 少年マンガ   | 『ジャンプスクエア』でも連載                                                   |
| 絶体絶命英雄                                            | 今野隼史                                                                  | 2011年7月6日   | 2014年2月10日   | 少年マンガ   |                                                                                |
| まおゆう4コマ「向いてませんよ、魔王様」                 | 七積ろんち                                                                | 2011年7月15日  | 2014年10月15日  | 4コママンガ  | 毎月15日更新 『マジキューコミックスWeb』でも連載                               |
| トランスミッション                                      | もあ                                                                      | 2011年7月29日  | 2011年8月12日   | 青年マンガ   |                                                                                |
| GIRLS NIGHT                                             | 原作：阿佐ヶ谷帝国 作画：西緒十琉                                         | 2011年8月22日  | 2012年3月12日   | 少女マンガ   |                                                                                |
| ソトのヒト                                              | 泥田坊                                                                    | 2011年9月7日   | 2012年1月11日   | 少年マンガ   |                                                                                |
| 地獄変                                                  | 作画：さがら梨々 原作：高橋勇気（ぶらざあのっぽ）                         | 2011年9月21日  | 2011年10月12日  | 少女マンガ   |                                                                                |
| めいこいちゃん                                          | うろやくき                                                                | 2011年10月3日  | 2013年5月20日   | 4コママンガ  |                                                                                |
| お・あ・い・そ!!                                        | 琴島もとき                                                                | 2011年11月7日  | 2012年5月7日    | 少年マンガ   |                                                                                |
| 「それは白い帽子ですか?」                               | 蒸し餃子                                                                  | 2012年1月18日  | 2013年3月13日   | 少年マンガ   | 『月刊ビッグガンガン』でも連載                                                 |
| [ノベル] にじんでこぼれる                               | 原作：高鍋裕之 作画：川野みずき/吉野裕人                                  | 2012年1月30日  | 2012年4月30日   | その他マンガ |                                                                                |
| 帝都怪盗浪漫譚 -Phantom ALICE-                          | 原作：ねこリセット 作画：クロユズ                                         | 2012年2月13日  | 2013年4月12日   | 少年マンガ   |                                                                                |
| お前のご奉仕はその程度か?ニコぷらす                     | 漫画：町田とし子 原作：森田季節                                           | 2012年4月9日   | 2013年1月9日    | 少年マンガ   |                                                                                |
| 月見月理解の探偵殺人                                    | 原作：明月千里 作画：白梅ナズナ キャラクター原案：mebae                   | 2012年4月27日  | 2013年11月26日  | 少年マンガ   |                                                                                |
| ヤワラムスメ スクール・デイズ 〜恋のトライアングラー!〜 | にん                                                                      | 2012年5月21日  | 2012年10月22日  | 少女マンガ   |                                                                                |
| 芦屋四姉妹物語                                          | 赤本尚美                                                                  | 2012年7月30日  | 2012年11月12日  | 少女マンガ   | 『4コマnanoエース』でも連載                                                    |
| のろい屋ケモノカル                                      | 作：ひらりん（物語環境開発） プロデュース：大塚英志                       | 2012年12月19日 | 2012年12月19日  | 青年マンガ   |                                                                                |
| 戦勇。第三章                                            | 春原ロビンソン                                                            | 2013年3月1日   | 2014年8月15日   | 少年マンガ   |                                                                                |
| 討鬼伝 ウタカタノヒミツ                                 | 原作：コーエーテクモゲームス 構成・脚本：七積ろんち 作画：町田とし子      | 2013年6月28日  | 2013年8月30日   | 少年マンガ   |                                                                                |
| ニコニコ超会議3 特別企画                                | ニコニコ静画運営                                                          | 2014年4月4日   | 2014年4月4日    | その他マンガ |                                                                                |
| メダロット8                                             | ほるまりん                                                                | 2014年6月2日   | 2014年9月26日   | 少年マンガ   |                                                                                |
| エンゼルゲームII リバース                               | 原作：春原ロビンソン 作画：町田とし子                                     | 2014年7月25日  | 2015年5月1日    | 少年マンガ   | 『月刊少年シリウス』でも連載                                                   |
| 戦勇。第四章                                            | 春原ロビンソン                                                            | 2014年8月22日  | 2015年2月27日   | 少年マンガ   |                                                                                |
| ジョーカーZERO～ギャングロード～                        | 株式会社アプリボット                                                      | 2015年6月26日  | 2015年9月25日   | 少年マンガ   |                                                                                |
| スケ雀刑事                                              | 大富寺航                                                                  | 2015年9月4日   | 2016年3月30日   | 少年マンガ   |                                                                                |
| 山は群青 空はオレンジ                                   | 能川青                                                                    | 2015年11月20日 | (2016年5月20日) | 青年マンガ   | （現在では観覧不可）                                                           |
| 週刊i☆Ris(仮)                                           | 種田優太                                                                  | 2016年10月8日  | 2016年10月8日   | その他マンガ | 2話以降のエピソードは2017年2月28日まで公開されていた（現在では観覧不可）       |
| ゲーミン*スパくん                                       | Game*Spark                                                                | 2016年1月27日  | 2016年10月19日  | 青年マンガ   |                                                                                |
| コミケカタログ注意書き                                  | コミックマーケット準備会                                                  | 2016年12月19日 | 2016年12月19日  | その他マンガ |                                                                                |
| マツシマ ～1億人が恋したヒーロー～                      | 松島信長                                                                  | 2016年11月25日 | 2017年2月17日   | 少年マンガ   | 写真とボイスを取り入れた作品で写真・CVも含めてすべて作者自身が担当している     |
| 魔王様のゆるやかな野望                                  | ヤザワ                                                                    | 2014年11月21日 | (2017年3月21日) | 少年マンガ   | （現在では観覧不可）                                                           |
| 【超会議2017】超東方エリアだよ全員集合                  |                                                                           | 2017年4月7日   | 2017年4月7日    | その他マンガ |                                                                                |
| 貴虎くんはゲームがしたい                                | 町田とし子                                                                | 2017年7月7日   | 2017年9月15日   | 少年マンガ   |                                                                                |
| 九十九の満月                                            | 小雨大豆                                                                  | 2011年8月12日  | 2017年11月3日   | 青年マンガ   |                                                                                |
| 本好きの下剋上                                          | 漫画・鈴華 原作・香月美夜 キャラクター原案・椎名優                        | 2015年10月30日 | -               | 少女マンガ   | ニコニコ漫画内の『comicコロナ』に移籍                                          |
| 郵便配達人 花木瞳子 CASE 親指泥棒                       | 漫画・うおぬまゆう 原作・二宮敦人 キャラクター原案・鉄雄                  | 2016年12月13日 | -               | 青年マンガ   | ニコニコ漫画内の『comicコロナ』に移籍                                          |
| がんばれクエリちゃん【Level 2】（作家別4コマ）          | がんクエよんこま～ず☆                                                     | 2016年10月20日 | 2017年12月25日  | 4コママンガ  | 複数作家によるオムニバス形式                                                   |
| 幻想武姫ナガシノ                                        | 漫画・まいたけ 原作・芝村裕吏 キャラクター原案・なかじまゆか              | 2017年9月29日  | 2017年11月30日  | 少年マンガ   |                                                                                |
| がんばれクエリちゃん【Level 4】（物語型4コマ）          | がんクエよんこま～ず☆                                                     | 2016年11月1日  | 2017年12月25日  | 4コママンガ  |                                                                                |
| 宿屋で満足するしかない                                  | 漫画・ふにちか                                                            | 2018年1月19日  | 2018年6月22日   | 4コママンガ  |                                                                                |
| ヴァイタルギア                                          | 漫画・ヴァイタルギア制作委員会                                            | 2017年11月12日 | 2018年06月23日  | 少年マンガ   |                                                                                |
| ゲムトモ                                                | 企画・原作：坂井俊一 作画・作者：霧島鮎 監修：Game*Spark/インサイド編集部 | 2019年01月09日 | 2020年01月15日  | 4コママンガ  |                                                                                |

### 現在提供されている出版社公式WEBマンガ誌
KADOKAWA
- コミックNewtype（旧・ニコニコエース[54]）
- 電撃G'sコミック presents @vitamin
- ニコニココミッククリア ※最終更新2021年07月06日、配信元のサイト閉鎖
- ニコニコキトラ
- ほぼほぼ週刊フラッパー
- 異世界コミック[55]
- ニコニコキューン
- ComicWalker
- コンプエース
- 少年エース
- ヤングエースUP
- 電撃大王
- ヤングエース
- 電撃G'sコミック
- 電撃G's magazine
- 電撃マオウ
- コミックジーン
- ニコニコ電撃コミック レグルス（旧・デンプレコミック）
- 電撃だいおうじ
- COMIC it
- FLOSコミック
- コミックビーズログ
- シルフ
- COMIC BRIDGE
- G'sコミックAnothers
- ドラドラしゃーぷ#
- コンプティーク
- BL☆美少年ブック[56]
- ゲー漫アツマール[57]
- 少年エースplus
- 東方外來韋編[58]
- COMIC Hu
- TL☆恋乙女ブック[59]
- 魔法のiらんどCOMICS
- ドラドラふらっと♭[60]
- COMICヴァンプ
- Pomme Comics
- アパンダ[61]
- タテスクコミック
- アライブ＋（旧：ニコニコMFC）
- ハルタ
- コミックアルナ
- LScomic
- ニコニコASUKA
- カドコミオリジナル ニコニコ出張所
- 電撃萌王
- MANGAバル

ブックウォーカー
- BOOK☆WALKER

集英社
- ジャンプSQ.ニコニコ静画出張所（旧・ギャグマンガ宣言！[19]） ※最終更新2018年12月5日
- となりのヤンジャン！
- いま、グランドジャンプって！！
- ニコニコでも少年ジャンプ＋（旧・パソコンでもジャンプLIVE）
- 水曜日はまったりダッシュエックスコミック
- ウルトラジャンプ ニコニコ版
- 異世界ヤンジャン
- 異世界マーガレット

スクウェア・エニックス
- ビッグガンガンおかわり（旧・ビッグニコモク[62]）
- ガンガンちゃんねる
- ニコニコガンガンJOKER
- ニコニコマンガUP！[63]

小学館
- 少年サンデー・サンデーうぇぶり（旧・クラブサンデーぷらす[64][65]）
- もっとやわらかスピリッツ
- ウラ裏サンデー[66]※試し読みコーナー
- ニコニコスペリオール
- てれびくん SUPER HERO COMIC
- 週刊コロコロコミック

双葉社
- 月刊のアクション[67]
- モンスターコミックス

講談社
- 水曜日のシリウス[68]
- なかよし夜カフェ ※試し読みコーナー
- ニコニコの少年マガジン（旧・とりあえずマガジン）
- 別館月マガ[69]※最終更新2021年11月17日
- ぎりぎりえっぢ

ホーム社
- comip！（旧・ぷらほ[70]）※最終更新2020年11月2日

芳文社
- 週漫電子
- きららベース[71]
- まんがタイム彩 -SAI-
- ニコニコトレイル[72]
- ニコニコFUZ

コミックスマート
- ニコニコGANMA!

白泉社
- 金曜日はヤングアニマル

秋田書店
- チャンピオンクロス&タップ！[73]

アース・スター エンターテイメント
- ニコニコアース

実業之日本社
- ニコニコリュエル＆ジャルダン

リイド社
- 水曜トーチでしょう ※最終更新2019年08月09日
- リイドカフェ ニコニコ漫画店
- 水曜日のコミックボーダー

少年画報社
- 放課後ヤングコミック ※最終更新2017年05月18日

イースト・プレス
- ニコニコマトグロッソ ※最終更新2021年07月01日

マイクロマガジン社
- コミックライド
- コミックライドivy

ワニブックス
- クランチコミックス（旧：次の日のガム）

ホビージャパン
- ニコニコファイア

日本文芸社
- ゴラク魂

オーバーラップ
- 火曜日のコミックガルド

竹書房
- ニコニコストーリアダッシュ
- ニコニコガンマぷらす
- まんがライフｗｗｗ

TOブックス
- comicコロナ

徳間書店
- ニコニコCOMICリュウ
- ニコニコアニメージュコミックス ※最終更新2018年11月29日
- アークライトコミック
- ニコニコユニコーン

マッグガーデン
- マグコミ異世界出張所

キルタイムコミュニケーション
- コミックヴァルキリー（公式）
- ヤングアンリアルJINGAI[74]
- コミックブリーゼ
- コミックシャイニー（公式）

主婦と生活社
- コミックPASH! ver.N

一二三書房
- コミックポルカ[75]
- コミックノヴァ
- ANIMAXコミックス

UDリバース
- MACRO COMIC[76]※最終更新2019年05月18日

朝日新聞出版
- Nemuki+出張所[77]

新潮社
- ニコニコバンチ[78]

マンガボックス
- ニコニコボックス

TypeBeeGroup
- TapNovelコミック[79]※最終更新2021年10月15日更新

ジーオーティー
- COMIC MeDu

ブシロードクリエイティブ
- 月刊ブシロード

一迅社
- ComicREXニコニコ出張所
- ニコニコ百合姫

宙出版
- コミックコスモ ニコニコ出張所

京姫鉄道合同会社
- 京姫鉄道コミックス ※最終更新2021年11月03日

株式会社コミチ
- コミチ ※最終更新2021年05月26日

コアミックス
- ゼノン編集部 ニコニコ出張所

ぶんか社
- ＢKコミックス
- comicタント

株式会社ヒーローズ
- ニコニコヒーローズ

ジャイブ株式会社
- ネクストF

光文社
- 金曜日のCOMIC熱帯

株式会社ナンバーナイン
- ナンバーナインCOMIC

レベルファイブ
- マンガ5

アルファポリス
- アルファポリス2525

ROCKETOON（ブシロードグループ・ブシロードクリエイティブ×アニメイトグループ・ロケットスタッフ）
- ROCKETOON

Amazia
- （ほぼ）15日のマンガBANGコミックス

株式会社MARCOT
- コミックリブラ

ムービーナーズ
- ムービーナーズ漫画部

文藝春秋
- ブンコミファンタジー

フレックスコミックス
- COMICメテオ

マガジンハウス
- しゅろしゅろコミック

CLLENN
- 毎日連載！GG-COMICS

三井出版
- 三井COMICS

ドリコム
- DREコミックス

トムス・エンタテインメント
- トムスラボ

ファンギルド
- comicスピラ

イマジカインフォス
- ヒーローコミックス

### かつて提供していた出版社公式WEBマンガ誌
ホーム社
- WEBLink[80]

KADOKAWA
- ベストヒットG's[81]
- 電撃だいまおうじ[82]
- 電撃文庫MAGAZINE
- ドラドラドラゴンエイジ

ソニー・デジタルエンタテインメント・サービス
- comicエスタス for ニコニコ[83]

集英社
- ふんわりジャンプ お出かけ編[84]
- ニコニコ少女マンガ マーガレットChannel[85]

講談社
- ヤンマガ一家[86]

Cygames
- サイコミ[87]

## ニコニコ書籍
2011年11月8日に電子書籍上にコメント投稿できる電子書籍サービス「ニコニコ静画（電子書籍）」として開始。当初は出版社提供の無料コンテンツとBOOK☆WALKER上で購入した有料コンテンツを閲覧するサービスだった。
2012年10月24日に出版社124社と提携し、電子書籍（有料コンテンツ）の販売を開始。
2017年9月19日に「ニコニコ書籍」にリニューアルし　Adobe Flash Playerビューアとコメント機能とタグによる検索機能を廃止。ドワンゴの電子書籍事業をブックウォーカーに集約したことにより、アプリのメニュー構成など中身は「BOOK☆WALKER」と同じものに切り替えられてた。
2018年9月25日にニコニコ書籍のスマートフォン用アプリがBOOK☆WALKERアプリに統合された。同時にPC/スマホブラウザ用のニコニコ書籍サイトは閲覧専用となり、ニコニコ書籍での電子書籍の販売は終了した。2012年10月24日～2018年9月25日に購入された電子書籍をPCで閲覧するサイトとなった。

### かつて提供していた出版社・雑誌
KADOKAWA
- 角川書店
  - 角川ニコニコエース →  ニコニコ漫画のニコニコエースへ移行。
  - ニコニコあすか
- 富士見書房
  - ニコニコエイジプレミアム
- アスキー・メディアワークス
  - Web COMIC@LOID

小学館
- 月刊サンデーGX ニコじぇね [93]

マッグガーデン
- WEBCOMIC Beat's ニコニコセレクション

一迅社
- comicREX ニコニコVer.
- ニコニコ百合姫

竹書房
- まんが4コマぱれっと ニコニコVer.

フレックスコミックス
- ニコニコメテオ

ホビージャパン
- コミック・ダンガン ニコニコエディション

バンダイビジュアル
- ゲッキンニコニコ出張版

キルタイムコミュニケーション
- コミックヴァルキリー